# Fusaea decurrens
Fusaea decurrens R.E.Fr. – gatunek rośliny z rodziny flaszowcowatych (Annonaceae Juss.). Występuje naturalnie w Peru. 

## Morfologia
PokrójZimozielone drzewo dorastających do 7 m wysokości. Gałęzie są owłosione.
LiścieMają lancetowaty kształt. Mierzą 18–22 cm długości oraz 4–6,5 cm szerokości. Nasada liścia zbiega po ogonku. Blaszka liściowa jest całobrzega o spiczastym wierzchołku. Ogonek liściowy jest owłosiony i dorasta do 6–7 mm długości.
KwiatySą pojedyncze, rozwijają się w kątach pędów. Działki kielicha mają owalny kształt. Płatki mają podłużny kształt i osiągają do 25–30 mm długości.